# Aerosvit
AeroSvit Airlines byla ukrajinská letecká společnost založená 25. března 1994 se sídlem v Kyjevě. Činnost zahájila v dubnu 1994 lety z Kyjeva do Tel Avivu, Oděsy, Soluně, Athén a Larnaky spoluprací se společností Air Ukraine.
V březnu 2007 firma zaměstnávala 1447 pracovníků.

## Flotila
Flotila společnosti se skládá z těchto letadel (březen 2012):